# Jos Heyligen
Jos Heyligen, né le 30 juin 1947 à Oostham, est un joueur de football et entraîneur belge.

## Biographie
Jos Heyligen a évolué comme milieu de terrain au K Beerschot VAV, au Royal Antwerp FC, au KSV THOR Waterschei, au FC Beringen et au KFC Winterslag. 
Le 1er juin 1980, il marque le but de la victoire en finale de Coupe de Belgique, pour Waterschei contre le KSK Beveren (2-1).
Heyligen a joué deux fois avec les Diables Rouges en 1973 et en 1980.
Il a ensuite effectué une carrière d'entraîneur, notamment au KRC Genk.

## Palmarès
- International belge en 1973 et en 1980 (2 sélections)
- Sélectionné pour le Championnat d'Europe en 1980 (ne joue pas)
- Vice-Champion de Belgique en 1975 avec le Royal Antwerp FC
- Vainqueur de la Coupe de Belgique en 1980 avec le KSV THOR Waterschei
- Finaliste de la Coupe de Belgique en 1975 avec le Royal Antwerp FC